# Estany Perdut
L'Estany Perdut és un llac que es troba en el terme municipal de la Vall de Boí, a la comarca de l'Alta Ribagorça, i dins del Parc Nacional d'Aigüestortes i Estany de Sant Maurici.	

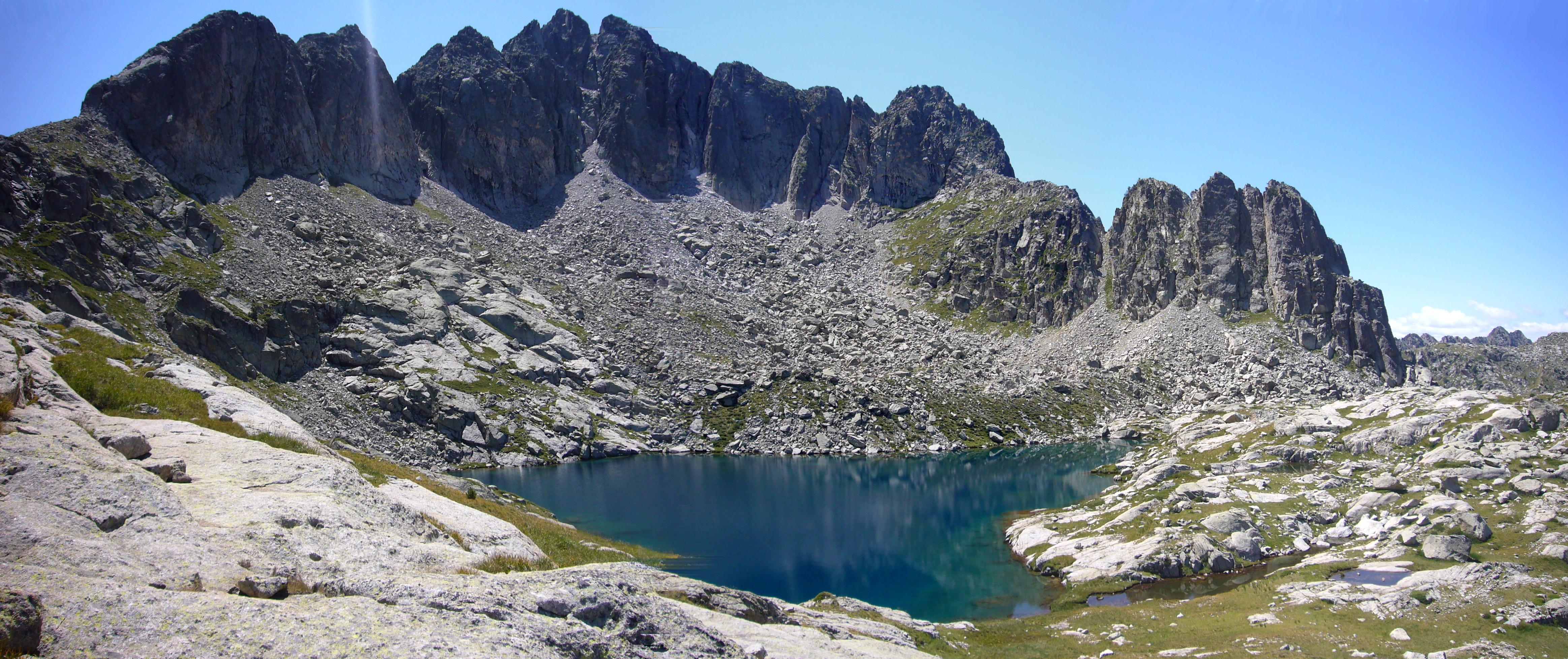
Estany Perdut i Tossal de la Montanyeta

El llac, d'origen glacial, està situat a 2.461 metres d'altitud, als peus del Tossal de la Montanyeta. Té 1,56 hectàrees de superfície i 26 metres de fondària màxima. L'estany drena, per la seva banda occidental, cap a l'Estany de la Coma d'Amitges, al nord-est.

## Rutes[3]
Dues són les alternatives més habituals, ambdues sortint des de l'Estany Llong.
- La més directa, via: Barranc de la Coma d'Amitges, i el barranc que baixa de l'Estany Perdut.
- O seguint el Barranc de Peixerani fins als encontorns de l'Estany Nere; des d'on es remunta la Coma dels Pescadors fins a l'estanyet que queda a peus del vessant occidental del Pic Inferior de Subenuix, punt on es gira a l'oest i es descendeix fins a l'estany.